# Шульц, Франц
Франц Эрманн Шульц Рамирес (исп. Franz Hermann Schultz Ramírez; 20 июля 1991 года, Вальпараисо) — чилийский футболист, играющий на позиции полузащитника. Ныне выступает за чилийский клуб «Депортес Антофагаста».

## Клубная карьера
Франц Шульц — воспитанник чилийского футбольного клуба «Сантьяго Уондерерс». 18 февраля 2011 года он дебютировал в чилийской Примере, выйдя на замену в конце домашней игры против «Палестино». 6 октября 2012 года Шульц забил свой первый гол на высшем уровне, сравняв счёт в гостевом поединке против команды «Унион Эспаньола».
В середине 2016 года Шульц перешёл в «Универсидад де Чили», в составе которого в 2017 стал чемпионом Чили. С июля 2017 года он находится в аренде у клуба «О’Хиггинс».

## Достижения
«Универсидад де Чили»
- Чемпион Чили (1): Кл. 2017